# Hero and Heroine
Hero and Heroine je studiové hudební album od anglické skupiny Strawbs.

## Seznam stop

### Strana 1
1. "Autumn" – 8:27
"Heroine's Theme" (John Hawken)
"Deep Summer Sleep" (Dave Cousins)
"The Winter Long" (Cousins)
2. "Sad Young Man" (Rod Coombes) – 4:09
3. "Just Love" (Dave Lambert) – 3:41
4. "Shine on Silver Sun" (Cousins) – 2:46

### Strana 2
1. "Hero and Heroine" (Cousins) – 3:29
2. "Midnight Sun" (Chas Cronk, Cousins) – 3:06
3. "Out in the Cold" (Cousins) – 3:19
4. "Round and Round" (Cousins) – 4:44
5. "Lay a Little Light on Me" (Cousins) – 3:27
6. "Hero's Theme" (Lambert) – 2:28

### Bonusy
Následující stopy nebyly na původním vinylovém vydání a byly přidánny jako bonusy na reedici A&M.
1. "Still Small Voice" (Cousins) – 2:28
2. "Lay a Little Light on Me (early version)" (Cousins) – 2:20

## Obsazení
- Dave Cousins – zpěv, sborový zpěv, akustická kytara, elektrická kytara
- Dave Lambert – zpěv, sborový zpěv, akustická kytara, elektrická kytara
- John Hawken – varhany, piano, elektrické piano, mellotron, syntetizér
- Chas Cronk – sborový zpěv, baskytara, syntetizér
- Rod Coombes – sborový zpěv, bicí, perkusy

a
- Claire Deniz – cello na "Midnight Sun"

## Nahrávání
- Dave Cousins, Tom Allom – producenti
- Tom Allom, Freddy Hansson – zvukaři

Nahráno v Rosenberg Studios, Kodaň.

## Historie vydání
| Region             | Datum      | Značka | Formát    | Katalog    | Poznámka               |
| ------------------ | ---------- | ------ | --------- | ---------- | ---------------------- |
| Spojené království | duben 1974 | A&M    | stereo LP | AMLH 63607 |                        |
| Spojené státy      | únor 1974  | A&M    | stereo LP | SP 3607    |                        |
| Kanada             |            | A&M    | CD        | VPCD 3607  |                        |
| Celosvětově        | 1998       | A&M    | CD        | 540 935-2  | Remasterováno s bonusy |
| Japonsko           | 2002       | A&M    | CD        | UICY-9216  |                        |